# África Sempere
África Sempere Herrera (Torrellano, 25 de septiembre de 1992) es una exjugadora de balonmano española que jugaba de pivote en el Atlético Guardés y la selección española de balonmano.

## Trayectoria
Al principio, por el influjo de su tía, la yudoca Isabel Fernández entrenaba a este arte marcial pero, tras diagnosticarle leucemia, cuando tan solo tenía 7 años, se decidió por el balonmano. 
Tuvo una beca en el Centro de Alto Rendimiento de Elche, donde pudo entrenar y especializarse en este deporte. 
Criada en la cantera del C. Bm. Torrellano, con el que subió a primera nacional, debutó en la máxima competición española en el Elche Mustang. En su época formativa fue subcampeona de España con la selección intantil valenciana, tercera en cadente y dos veces campeona en categoría juvenil.
En su última temporada en Elche, la 2013/14, marcó 147 goles, lo que le sirvió para dar el paso internacional y, en 2014, se mudó a la Liga Noruega, dónde jugó con el Fredrikstad en la segunda división.
En 2016 volvió a la Liga Española para jugar con el Atlético Guardés, con el que consiguió la Liga que luce su palmarés en la temporada 2016-17. Tras 5 años jugó una temporada de nuevo en el visitelche.com Elche, con el que consiguió la Supercopa de España y volvió al Guardés en la temporada 2022-23. Con el conjunto miñoto estuvo hasta la 2024/25, en la que decidió retirarse.
Habitual con la selección júnior y la juvenil, con las que ha jugado 69 partidos, ha participado con las Guerreras en 2 partidos durante la Universiada del 2016 celebrada en Antequera en la que acabó colgándose el oro con una selección que contaba con Silvia Arderius, Esther Arrojería, Merche Castellanos, Estela Doiro, Irene Espínola, Paula García, Sara Gil, Amaia González, Alba Menéndez o Paula Valdivia.

### Clubes
- 2010-14:  Elche Mustang
- 2014-16:  Fredikstad
- 2016-21:  Atlético Guardés
- 2021-22:  visitelche.com Elche
- 2022-Actualidad:  Atlético Guardés

#### Datos(desde la temporada 2011-12 a fecha 2 de febrero de 2024)[13]
|          | Liga | Copa | EHF |
| -------- | ---- | ---- | --- |
| Partidos | 244  | 26   | 44  |
| Goles    | 806  | 77   | 101 |

## Galardones

### Selección nacional
- 1 x Medalla de Oro en el Campeonato del Mundo Universitario[14]

### Clubes
- 1 x Liga Guerreras Iberdrola (2016/17)
- 1 x Supercopa de España (2021/22)

### Galardones individuales
- 1 x AllStar de la Liga Guerreras Iberdrola (2016-17)

## Vida
Familiar de la mítica yudoca Isabel Fernández, de pequeña venció una leucemia cuando tan solo tenía 7 años. Espera poder ser policía nacional.